# 나보폴라사르
나보폴라사르(신바빌로니아 아카드어: 𒀭𒉺𒀀𒉽, "나부, 아들을 보호하다"라는 뜻)는 신바빌로니아 제국의 창건자로, 기원전 626년 바빌론의 왕으로 즉위한 때부터 기원전 605년 사망할 때까지 통치했다. 처음에는 바빌로니아의 독립을 회복하고 확보하는 데에만 목적이 있었지만, 1세기 이상 바빌로니아를 지배해온 신아시리아 제국에 대한 나보폴라사르의 봉기는 결국 아시리아 제국의 완전한 파괴와 그 자리에 신바빌로니아 제국을 세우는 것으로 이어졌다.
출신은 불분명한데, 아마도 칼데아인일 것으로 추정된다. 남부 도시 우루크의 유력 정치 가문과 연관된 것으로 추정된다. 나보폴라사르는 바빌로니아에서 이미 정치적 불안이 만연하던 절호의 기회를 틈타 신아시리아 왕 신샤리쉬쿤에 맞서 반란을 일으켰다. 여러 차례 승기를 잡고 놓치기를 반복한 뒤, 거의 10년간의 전투 끝에 아시리아인들을 바빌로니아에서 몰아내는 데 성공했다. 국경을 확보하여 바빌로니아를 겨냥한 아시리아의 원정 가능성을 막기 위해 후속 원정을 떠났으나, 동부 메디아 제국의 키악사레스의 지원을 받게 되어 전쟁의 목표가 바뀌었다.
기원전 614년, 메디아인들은 아시리아의 종교적, 의례적 중심지인 아수르를 잔혹하게 약탈했고, 기원전 612년에는 메디아인과 바빌로니아인들이 아시리아의 수도인 니네베를 공격했다. 아수르와 마찬가지로 니네베는 잔혹하게 약탈당했으며, 어린이들을 포함한 주민들은 대량 학살당했고 도시 전체는 불에 타 폐허가 되었다. 신샤리쉬쿤은 아마도 방어 중에 사망했을 것이다. 님루드와 같은 다른 아시리아 도시들도 같은 방식으로 공격당하고 약탈당했다. 종교 사원까지 약탈하는 메디아인들의 잔혹함은 바빌로니아인들에게 충격을 줄 정도였으며, 동시대의 바빌로니아 연대기는 아시리아인들에게 적대적이었음에도 불구하고 이 약탈을 슬픔과 후회로 기록했다. 아시리아에 대한 나보폴라사르의 태도는 불분명하다. 일부 비문에서는 그의 승리와 그 여파를 신의 개입으로 돌려 자신에게서 책임을 벗어나려 했지만, 다른 비문에서는 파괴를 공개적으로 자랑했다.
신바빌로니아 제국이 신아시리아 제국의 후계자임을 자처하자, 이집트의 파라오 네카우 2세가 즉시 이의를 제기했다. 그는 자신이 동맹을 맺었던 아시리아인들을 재건하기 위해 몇 년간 싸웠으나, 기원전 605년 카르케미시 전투에서 패배했다. 같은 해 나보폴라사르가 사망하자 그의 아들 네부카드네자르 2세가 뒤를 이었다. 신바빌로니아 제국의 창건자인 나보폴라사르는 사망 후에도 바빌로니아인들에게 오랫동안 기억되었으며, 심지어 1세기 채 되지 않아 제국이 멸망한 이후에도 그러했다. 수백 년이 지난 헬레니즘 문명 시대에도 나보폴라사르의 전설은 여전히 기억되었고, 바빌로니아 작가들은 그를 바빌론의 수석 신인 마르두크로부터 조국을 복수하라는 명령을 받은 영웅이자 바빌론에 대한 외세 제국의 지배에 맞서는 상징으로 묘사했다.

## 배경

### 출신

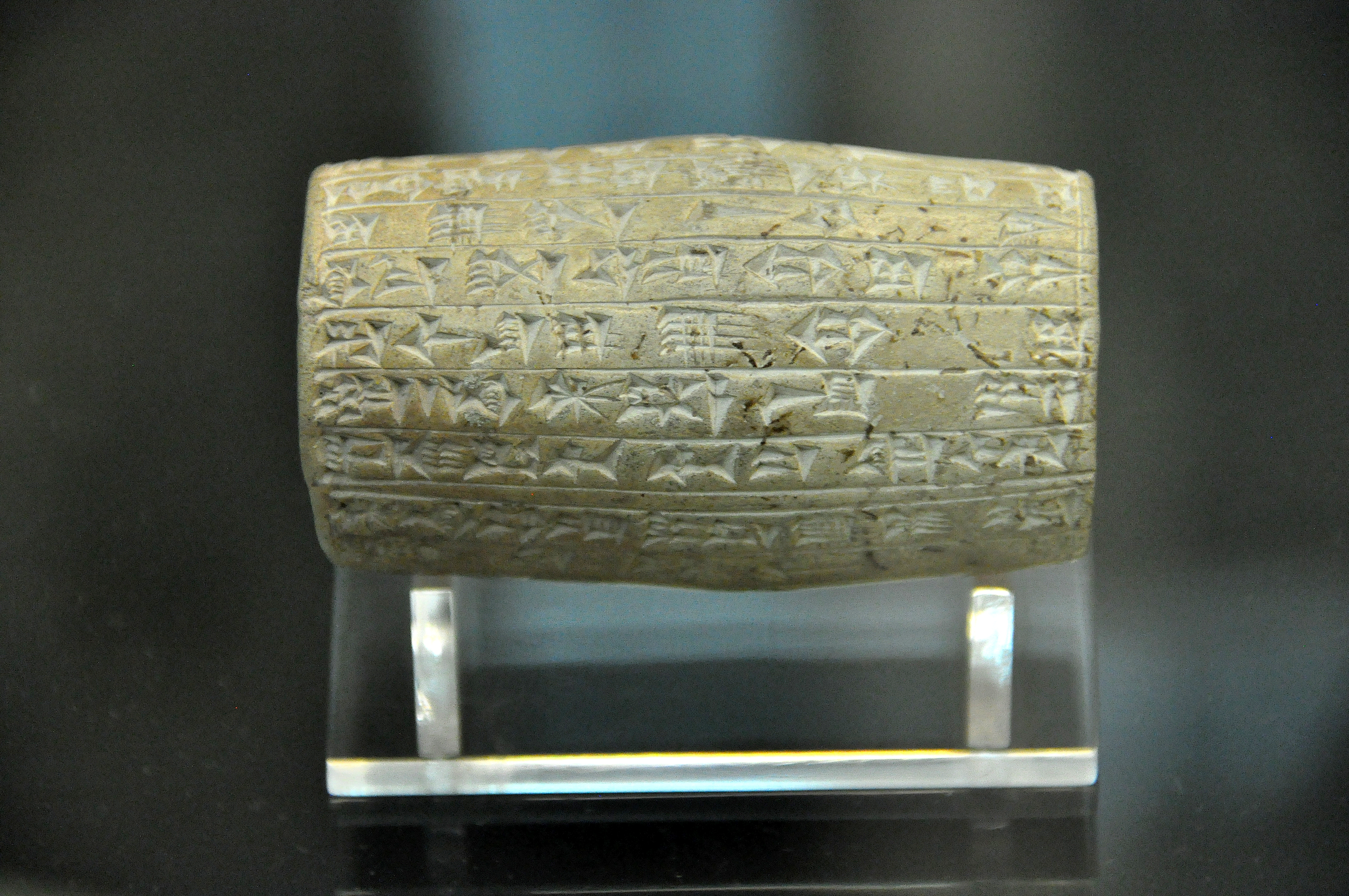
바빌론에서 발견된 나보폴라사르의 점토 원통

나보폴라사르의 출신은 불분명하다. 비문에서 그는 자신을 마르 라 맘마나("아무도 아닌 자의 아들")라고 칭하는데, 이는 다른 메소포타미아 왕에게서는 찾아볼 수 없는 특이한 묘사이다. 두 명의 다른 신바빌로니아 왕인 네리글리사르(재위 기원전 560~556년)와 나보니두스(재위 기원전 556~539년) 역시 이전 왕족과 혈연 관계가 없었음에도 자신들의 비문에 아버지의 이름을 언급하며 자부심을 드러냈다. 출신에 대한 자료 부족으로 인해 후대의 역사가들은 나보폴라사르를 칼데아인, 아시리아인, 또는 바빌로니아인 등으로 다양하게 식별해왔다. 그가 칼데아 출신임을 결정적으로 확인하는 증거는 없지만, 그가 세운 왕조에 대해 현대 역사가들이 자주 사용하는 용어는 "칼데아 왕조"이다. "칼데아 제국" 역시 신바빌로니아 제국의 대체 역사학적 이름으로 계속 사용되고 있다. 우루크 예언과 같은 몇몇 근동대 텍스트는 나보폴라사르를 "바다의 왕", 즉 바빌로니아 최남단의 왕으로 묘사하여 그의 기원이 바빌론 자체보다 남쪽에 있음을 시사한다. 아시리아인들도 그를 남부 출신으로 보았다. 신아시리아 왕 신샤리쉬쿤(재위 기원전 627~612년)의 편지는 나보폴라사르를 "하해(下海) 출신", 즉 메소포타미아 최남단 출신으로 묘사한다.

#### 우루크와의 연결성

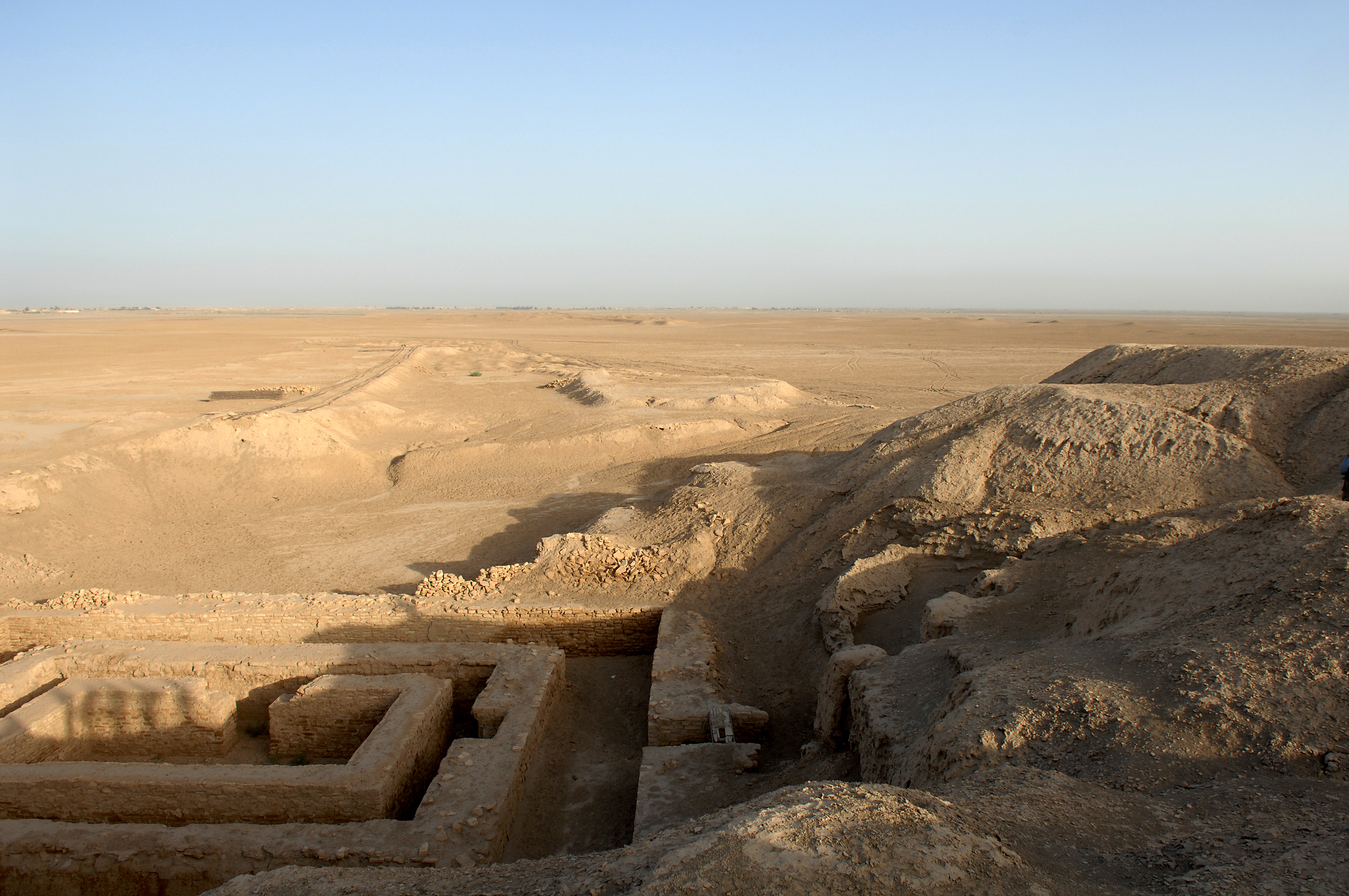
나보폴라사르와 그의 가족이 기원했을 수도 있는 우루크 도시의 유적

그의 민족적 기원에 관계없이 나보폴라사르는 바빌론 남쪽에 위치한 우루크 시와 강하게 연결되어 있었던 것으로 보인다. 아마도 바빌론의 왕이 되기 전에 그 도시의 엘리트 정치인이었을 것이다. 1998년 논문에서 아시리아학자 폴-알랭 볼리외는 나보폴라사르의 가족이 우루크에서 기원했다는 증거가 점점 더 많아지고 있으며, 네부카드네자르 2세(나보폴라사르의 아들이자 후계자)의 여러 딸들이 그 도시에서 살았다는 증거도 제시했다. 2007년에 아시리아학자 미하엘 유르사는 나보폴라사르가 에사르하돈(재위 기원전 681~669년)의 통치 이래로 그 구성원들이 확인된 우루크의 저명한 정치 가문의 일원이라는 이론을 제시했다. 그의 이론을 뒷받침하기 위해 유르사는 신샤리쉬쿤 시대의 편지 ABL 469를 지적한다. 이 편지에는 우루크의 사망한 총독인 쿠두루의 무덤과 시신이 쿠두루의 두 아들인 나부-슈무-우킨과 이름이 대부분 소실된 아들의 반아시리아 활동으로 인해 훼손된 내용이 담겨 있다. 훼손은 쿠두루의 시신을 우루크 거리로 끌고 가는 데까지 이르렀다. 쿠두루는 기원전 640년대에 아슈르바니팔(재위 기원전 669~631년) 휘하에서 우루크의 총독을 지냈던 저명한 관리인 네부카드네자르(나부-쿠두리-우수르, "쿠두루"는 단순히 흔하고 짧은 별명)와 동일시될 수 있다.
아시리아 전통에서 시신 훼손은 사망한 개인과 살아남은 가족이 국가의 반역자이자 적이었으며, 완전히 제거되어야 함을 보여주었다. 시신 자체를 훼손하는 것은 죽은 후에도 적을 처벌하는 수단으로 기능했다. 편지에 이름이 보존되지 않은 아들의 이름은 ahi, nâsir 또는 uṣur로 끝났으며, 남아있는 흔적은 Nabû-apla-uṣur라는 이름과 일치할 수 있다. 이는 나보폴라사르가 편지에 언급된 다른 아들이자 쿠두루의 아들일 수 있음을 의미한다. 쿠두루가 나보폴라사르의 아버지였다는 주장을 강화하는 것은 나보폴라사르의 아들 또한 네부카드네자르라는 점이다. 당시 네부카드네자르라는 이름은 바빌로니아에서 매우 드물었다. 바빌로니아인들이 할아버지 이름을 따서 손자 이름을 짓는 관행을 사용했으므로, 나보폴라사르가 아들에게 자신의 아버지의 이름을 지었을 가능성이 있다. 나보폴라사르 사망 후 왕이 되기 전, 네부카드네자르 2세는 우루크의 에안나 사원에서 고위 사제로 봉사했으며, 종종 쿠두루라는 별명으로 그곳에 기록되었다. 이는 나보폴라사르의 왕조가 우루크와 쿠두루 모두와 연결되어 있음을 더욱 보여준다. 또한, 쿠두루의 둘째 아들 나부-슈무-우킨의 이름은 나보폴라사르 휘하의 저명한 장군의 이름이기도 하며(가족 구성원이 맡을 가능성이 있는 역할) 네부카드네자르 2세의 아들 중 한 명의 이름이기도 하다(친척을 기리는 이름의 또 다른 예시일 수 있다).
나보폴라사르 사후 수세기 후 헬레니즘 문명 시대에 활동했던 바빌로니아 토착 역사가인 고대 작가 베로수스는 나보폴라사르를 신샤리쉬쿤의 장군으로 묘사하며, 그가 아시리아 왕을 배신했다고 기록했다. 베로수스는 일반적으로 신뢰할 수 있는 역사가로 간주되지 않지만, 신바빌로니아 제국 내에는 군사 및 궁정 행정에서 상당한 연속성이 있었기 때문에 아시리아의 영향이 풍부했다. 유르사는 이것이 놀라운 일이 아니라고 생각한다. 쿠두루와 같은 나보폴라사르의 조상들은 친아시리아 정책을 펼쳤으며(쿠두루는 아슈르바니팔 자신에 의해 임명되기까지 했다), 쿠두루는 심지어 아슈르바니팔의 형제 샤마쉬-슘-우킨(그들의 아버지 에사르하돈에 의해 바빌론의 왕으로 지정됨)에 맞선 내전에서 아슈르바니팔을 지원하여 후자를 패배시키는 데 기여했다. 아시리아에 대한 쿠두루의 지지는 나보폴라사르가 자신의 비문에 아버지를 언급하기를 꺼려한 이유를 설명할 수 있으며, 아버지의 시신 훼손은 또한 나보폴라사르가 문자 그대로 더 이상 아버지가 없음을 의미했다.

### 바빌로니아 문제

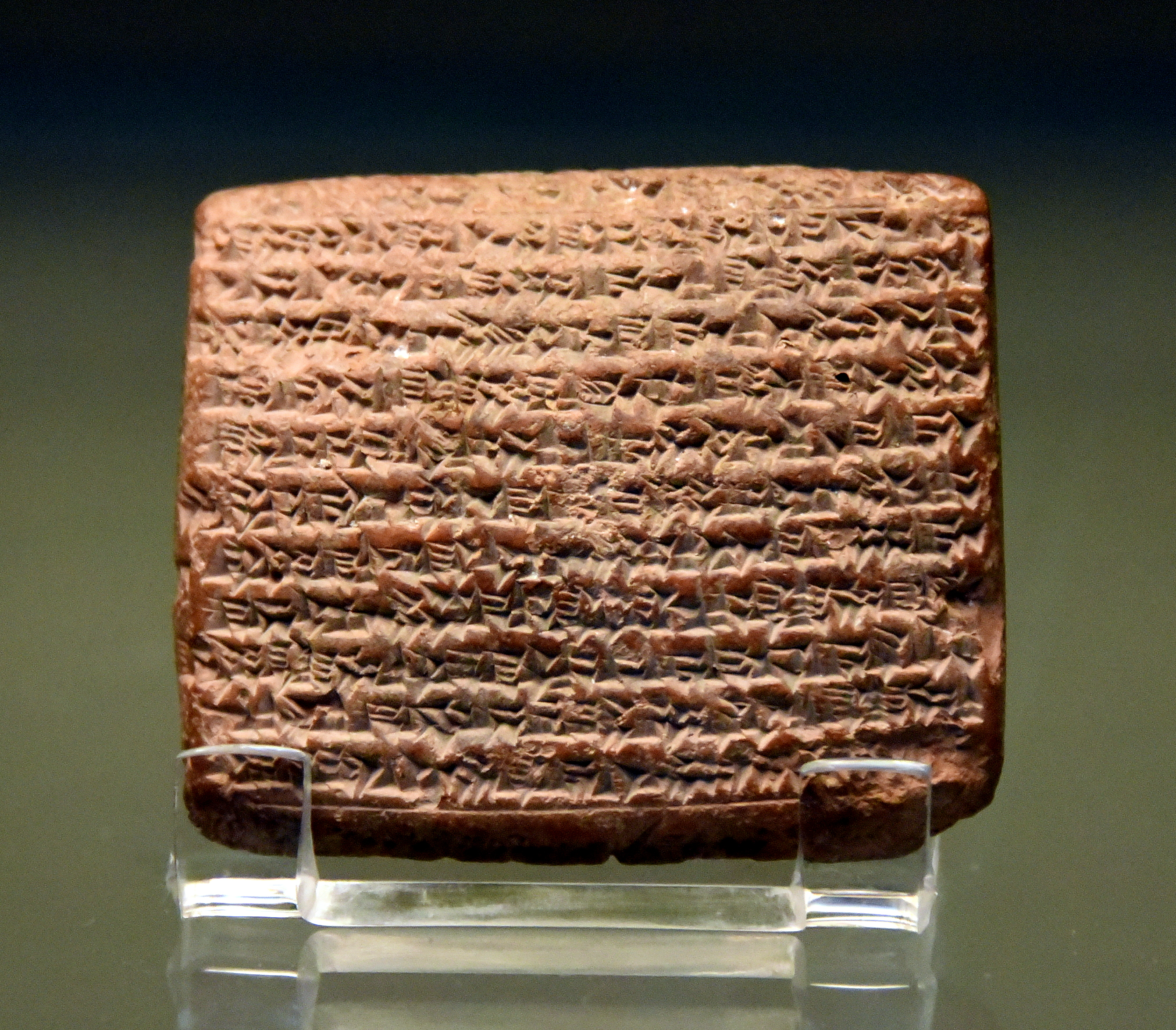
소위 "나보폴라사르 연대기". 이 점토판의 쐐기문자 비문은 기원전 608-605년의 연대기를 기록하고 있다. 니네베 함락 이후, 나보폴라사르는 아시리아의 서부 영토를 통제하기 위해 이집트와 경쟁했다. 그의 죽음으로 원정은 중단되었고, 아들 네부카드네자르 2세는 바빌론으로 돌아가 왕위를 주장했다.

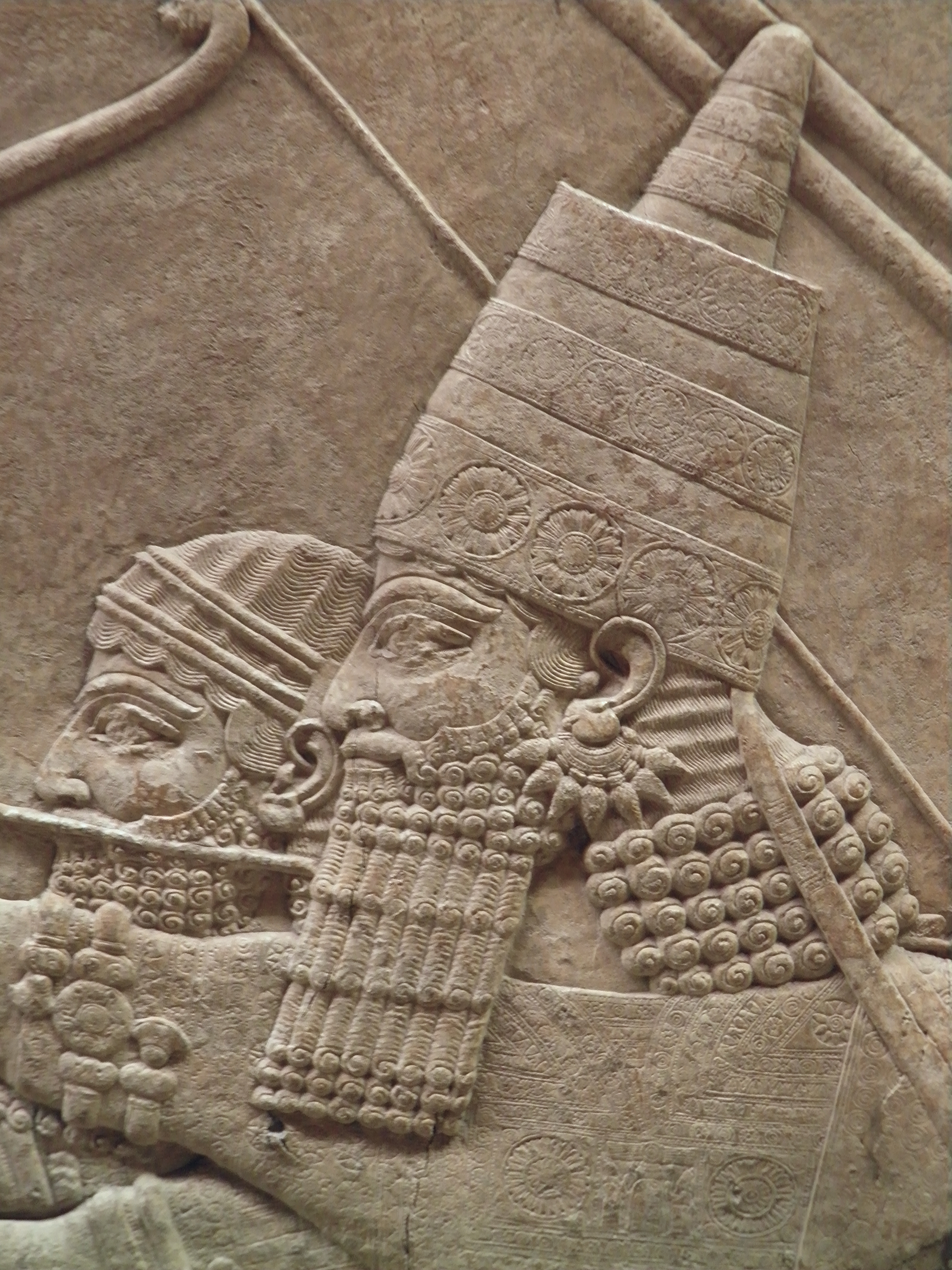
신아시리아의 왕 아슈르바니팔(사진)의 통치 후반, 바빌로니아가 그가 임명한 속국 왕 칸달라누에 의해 통치되던 시기에 아시리아와 바빌로니아는 오랫동안 평화로운 시기를 누렸다. 나보폴라사르의 반란은 아슈르바니팔과 칸달라누 모두 사망한 후의 혼란스러운 시기에 시작되었다.

기원전 7세기 중반, 신아시리아 제국은 근동 전체를 지배했다. 강력한 상비군과 정교한 행정 덕분에 아시리아인들은 세계가 아직 보지 못했던 가장 잘 조직되고 가장 큰 제국을 건설할 수 있었다. 남부의 바빌로니아도 한때는 큰 왕국이었지만, 내부 분열과 잘 조직된 군대의 부재로 인해 북부 이웃보다 약한 경우가 많았다. 바빌로니아 인구는 다양한 우선순위와 이상을 가진 여러 민족 집단으로 나뉘어 있었다. 키시, 우르, 우루크, 보르시파, 니푸르, 그리고 바빌론 자체와 같은 대부분의 도시들은 고대 바빌로니아 토착민들이 통치했지만, 서로 자주 다투는 족장들이 이끄는 칼데아 부족들은 최남부 지역의 대부분을 지배했다. 아람인들은 정착지의 변두리에 살면서 주변 영토를 약탈하는 것으로 악명이 높았다. 이 세 주요 집단 간의 내분으로 인해 바빌로니아는 종종 아시리아 원정의 매력적인 목표가 되었다. 두 왕국은 기원전 14세기 중기 아시리아 제국이 부상한 이래로 경쟁했으며, 기원전 8세기에는 아시리아인들이 지속적으로 우위를 점했다. 바빌론의 내부적, 외부적 약점은 기원전 729년 아시리아 왕 티글라트-필레세르 3세에 의한 정복으로 이어졌다.
아시리아가 대제국으로 팽창하는 과정에서 아시리아인들은 여러 인접 왕국을 정복하여 아시리아 지방으로 합병하거나 속국으로 만들었다. 아시리아인들은 바빌론의 오랜 역사와 문화를 숭배했기 때문에 바빌론은 독립 왕국으로 보존되었고, 임명된 고객 왕이나 동군연합으로 아시리아 왕이 통치했다. 아시리아와 바빌로니아의 관계는 후대 고대 그리스와 고대 로마의 관계와 유사했다. 아시리아 문화, 문헌, 전통의 상당 부분은 남쪽에서 유입되었다. 아시리아와 바빌로니아는 또한 같은 언어(아카드어)를 공유했다. 아시리아와 바빌론의 관계는 어느 면에서 감정적이었다. 신아시리아 비문은 두 나라를 은유적으로 성별화하여 아시리아를 "남편", 바빌론을 "아내"로 묘사했다. 아시리아학자 에카르트 프라흠의 말에 따르면, "아시리아인들은 바빌론을 사랑했지만, 또한 그녀를 지배하기를 원했다". 바빌론은 문명의 원천으로 존경받았지만, 정치 문제에서는 수동적으로 남아있을 것으로 기대되었는데, 아시리아의 "바빌론 신부"는 이를 반복적으로 거부했다.
아시리아인들은 기원전 8세기와 7세기 내내 바빌로니아 신민들을 달래기 위해 다양한 전략을 시도했다. 전쟁을 통한 폭력적인 진압부터 아시리아 왕이나 대리인(때로는 아들이나 형제와 같은 친척)에 의한 직접 통치까지 다양했다. 바빌로니아 도시 주민들을 진정시키는 데 어느 정도 성공했지만, 아람인들과 칼데아인들은 여전히 납득하지 못하고 기회만 있으면 반복적으로 반란을 일으켰다. 이 지역을 유지하는 데 엄청난 노력이 들었음에도 불구하고 바빌로니아는 경제적, 전략적으로 너무 중요해서 분리되는 것을 허용할 수 없었지만, 아시리아인들이 어떤 시도를 하더라도 매번 반란과 내전이 필연적인 결과로 나타났다. 아시리아의 바빌로니아에 대한 장기적인 통제는 너무나 불가능하여 현대 연구자들은 이를 "바빌로니아 문제"라고 불렀다.
기원전 631년, 오랜 기간 통치했던 아시리아의 왕 아슈르바니팔이 사망했고, 기원전 627년에는 그가 임명한 바빌로니아의 속국 통치자 칸달라누가 뒤이어 사망했다. 그들의 죽음은 약 20년간의 상대적인 평화와 안정기를 끝냈다. 아슈르바니팔의 뒤를 이어 그의 아들 아슈르-에틸-일라니가 즉위했지만, 그는 기원전 627년에 칸달라누와 거의 동시에 사망했고, 이에 따라 아슈르바니팔의 다른 아들 신샤리쉬쿤이 아시리아의 왕위를 계승했다. 여러 역사가들이 주장했지만, 아슈르-에틸-일라니가 그의 형제에 의한 쿠데타로 폐위되었다는 것을 증명할 증거는 없다. 신샤리쉬쿤의 비문은 그가 신들에 의해 "그의 동등한 자들"(즉, 그의 형제들) 중에서 왕으로 선택되었다고 명시한다. 신샤리쉬쿤이 왕위에 오른 직후, 장군 신-슈무-리시르가 반란을 일으켰다. 신-슈무-리시르는 니푸르와 바빌론을 포함한 북부 바빌로니아의 일부 도시를 장악하고 3개월 동안 통치하다가 신샤리쉬쿤에게 패배했다. 둘 다 그곳을 통제했지만, 신샤리쉬쿤과 신-슈무-리시르가 실제로 "바빌론의 왕" 칭호를 주장했는지(또는 "아시리아의 왕"만 사용했는지)는 불분명하며, 이는 바빌로니아가 일종의 공백기를 겪었을 수도 있음을 의미한다. 현대 역사가들은 일반적으로 신-슈무-리시르와 신샤리쉬쿤 모두를 바빌로니아 왕 목록에 포함시키며, 일부 고대 바빌로니아 왕 목록도 그러했다.

## 자료

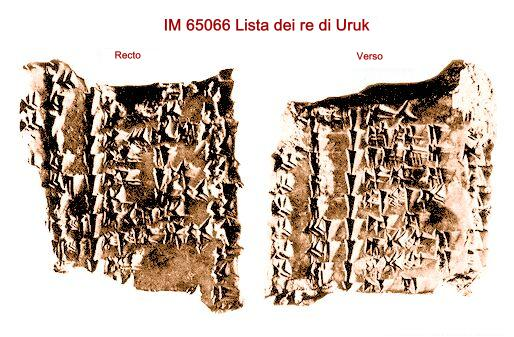
기원전 7세기부터 3세기까지 바빌로니아 군주의 통치 기간을 기록한 우루크 왕 목록(사진)은 나보폴라사르의 통치 시기를 추정하는 데 사용될 수 있는 자료 중 하나이다.

나보폴라사르가 통치했던 격동의 시기와 아시리아의 폭력적인 멸망으로 인해, 그의 통치 시대에 대한 자료는 비교적 적다. 남아있는 거의 동시대의 자료로는 두 개의 바빌로니아 연대기(승리한 바빌로니아인의 관점에서 기록됨)인 나보폴라사르 연대기와 니네베 함락 연대기, 그리고 왕실 비문 및 경제·행정 문서들이 있다. 아시리아 멸망 시기의 사건들을 재구성하는 데 있어 바빌로니아 연대기는 가장 중요한 자료이지만, 나보폴라사르의 통치 전 기간을 다루지는 않으며, 일부 사실만을 간결하고 객관적인 문체로 기록하고 있다. 나보폴라사르의 통치 시대에 대한 약 1,500개의 행정 및 경제 문서가 알려져 있으며, 대부분 우루크와 시파르에서 발굴된 신전 문서고에서 발견되었지만, 지정학적 규모의 사건에 대해서는 많이 기록하고 있지 않다. 바빌로니아 전역의 여러 유적지에서 발견된 나보폴라사르의 건축 프로젝트나 신앙심을 기록한 비문들도 지정학적 사건에 대해서는 거의 언급하지 않는다.
이후의 작품들, 예를 들어 베로수스의 작품, 성경, 그리고 고대 그리스 역사가인 크테시아스, 헤로도토스, 크세노폰의 작품들은 이전 바빌로니아 자료에 언급된 세부 사항들을 확증하지만, 의미 있는 추가적인 해설이나 통찰력을 제공하지는 않는다.
연대 측정에 있어서는, 나보폴라사르가 바빌론의 왕으로 통치했던 시기를 확실하게 결정하는 데 사용할 수 있는 몇 가지 자료가 있는데, 주로 우루크 왕 목록(왕 목록 5라고도 알려져 있음)과 프톨레마이오스 왕 연표이다. 우루크 목록에는 기원전 7세기부터 3세기까지 각 바빌로니아 왕의 통치 기간이 기록되어 있다. 프톨레마이오스 왕 연표는 바빌로니아의 통치자들과 그 뒤를 이은 아케메네스 페르시아 왕들, 그리고 이집트의 프톨레마이오스 왕조를 나열한다. 이 연표는 천문 현상을 나열하고 문서화하므로, 고대 근동 전체의 연대기를 결정하는 데 중요한 문서이다. 동시대 바빌로니아 천문학 텍스트도 천문 현상과 때로는 정치적 사건을 기록하므로 어느 정도 활용될 수 있다.

## 통치

### 바빌로니아를 위한 전쟁

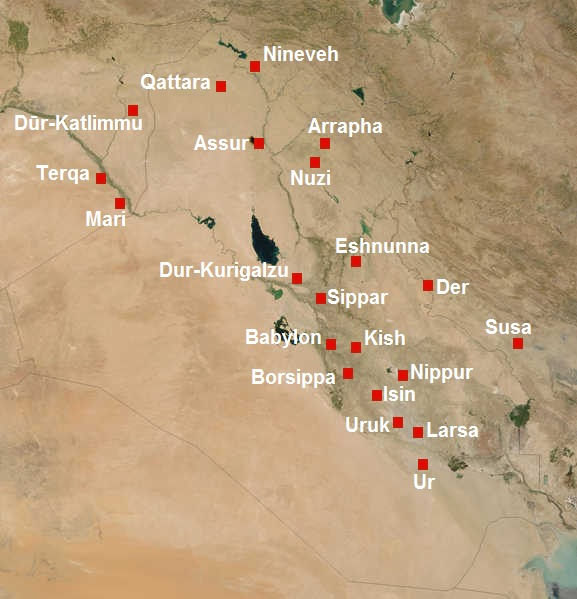
일부 주요 메소포타미아 도시들의 위치

나보폴라사르는 아시리아에 대한 반란 이전에 우루크에서 고위직을 맡았을 가능성이 높으며, 아마도 가문의 전통을 따라 도시의 총독을 지냈을 것이다. 기원전 626년 초, 그는 신샤리쉬쿤에 맞서 반란을 일으켰다. 바빌로니아의 통제권을 위한 싸움은 약 10년간 이어졌고, 어느 편이 우세했는지는 여러 차례 극적으로 바뀌었다.
반란의 시기는 적절했다. 나보폴라사르는 몇 달 전 신-슈무-리시르의 반란으로 인한 정치적 불안정과 남부에서 잠재적으로 계속되던 공백기로 인한 혼란을 이용했을 수도 있다. 그는 신샤리쉬쿤이 남겨둔 수비대에서 바빌론과 니푸르를 공격하여 점령하는 것으로 시작했다. 아시리아의 반응은 신속했으며, 기원전 626년 10월, 아시리아군은 니푸르를 탈환하고 우루크의 나보폴라사르와 바빌론 자체를 포위했다. 두 포위는 모두 나보폴라사르의 군대에 의해 격퇴되었다. 바빌론 포위는 아시리아군이 그 도시를 점령하려 시도한 마지막 시도였다.
아시리아군의 반격이 실패한 후, 나보폴라사르는 기원전 626년 11월 22/23일에 공식적으로 바빌론의 왕으로 즉위하여 바빌로니아를 독립 왕국으로 회복시켰다. 기원전 625-623년, 신샤리쉬쿤의 군대는 다시 나보폴라사르를 물리치기 위해 북부 바빌로니아에서 원정했다. 처음에는 이 원정들이 성공적이었다. 기원전 625년에 아시리아인들은 시파르 시를 점령했고 나보폴라사르의 니푸르 재탈환 시도는 실패했다. 아시리아의 또 다른 속국인 엘람도 이 시기에 아시리아에 대한 공물 납부를 중단했으며, 데르와 같은 여러 바빌로니아 도시들이 반란을 일으켜 나보폴라사르에게 합류했다. 이러한 위협을 깨달은 신샤리쉬쿤은 대규모 반격을 직접 이끌어 기원전 623년에 우루크를 성공적으로 탈환했다.
신샤리쉬쿤은 기원전 622년에 제국의 서부 지방에서 한 아시리아 장군이 이끄는 또 다른 반란이 없었다면 궁극적으로 승리했을 수도 있었다. 이름이 알려지지 않은 이 장군은 신샤리쉬쿤과 아시리아 군대의 부재를 틈타 아시리아 수도 니네베로 진격했고, 그곳에서 급히 조직된 군대가 싸움 없이 항복하는 것을 만났다. 찬탈자는 성공적으로 아시리아 왕위를 장악했다. 군대의 항복은 찬탈자가 아시리아인이었으며 심지어 왕족의 일원이었거나 적어도 왕으로 받아들일 수 있는 인물이었음을 시사한다. 이러한 전개에 당연히 당황한 신샤리쉬쿤은 바빌로니아 원정을 포기했고, 백일간의 내전 끝에 찬탈자를 성공적으로 물리쳤지만, 아시리아 군대의 부재로 인해 바빌로니아인들은 기원전 622-620년에 바빌로니아에 남아있던 마지막 아시리아 전초 기지들을 정복했다. 우루크에 대한 바빌로니아의 포위는 기원전 622년 10월까지 시작되었고, 비록 고대 도시의 통제권이 아시리아와 바빌론 사이를 오갔지만, 기원전 620년까지는 나보폴라사르의 손에 단단히 들어왔다. 니푸르도 기원전 620년에 정복되었고, 나보폴라사르는 아시리아인들을 바빌로니아 밖으로 몰아냈다. 그가 아시리아 군대를 성공적으로 몰아냈지만, 기원전 617년까지 우르와 니푸르와 같은 일부 바빌로니아 도시에는 친아시리아 세력이 여전히 존재하여 남부 지역에서 나보폴라사르의 완전한 통제권 강화는 더뎠다. 지역 분쟁의 마지막 단계에서 바빌로니아에서의 전투는 일부 지역에서 상황을 너무나 절망적으로 만들어서 부모들이 자녀들을 노예로 팔아 굶어 죽는 것을 피하기도 했다.

### 아시리아 초기 원정

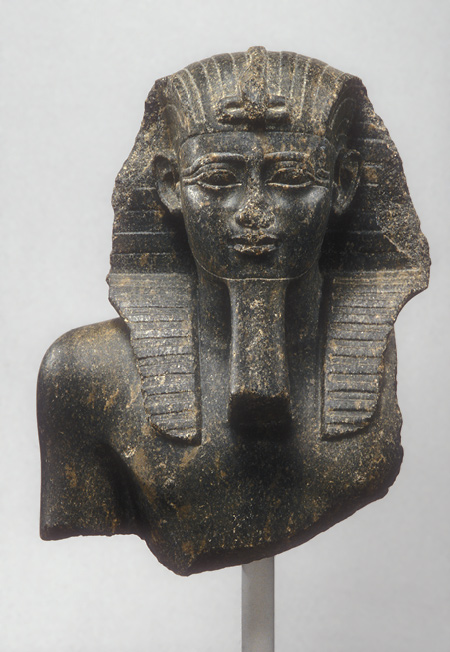
이집트의 파라오 프삼티크 1세 흉상. 그는 아시리아인들을 돕는 아시리아 동맹이었다.

바빌로니아에서 아시리아의 통치가 종식된 것이 긍정적으로 받아들여졌을 가능성은 낮지만, 당시 아시리아인들에게는 그리 중요하게 여겨지지 않았을 것이다. 모든 전투는 바빌로니아에서 일어났으며, 결과는 아직 결정적이지 않았는데, 이는 신아시리아 시대의 이전 아시리아-바빌로니아 분쟁의 특징이었다. 이전 봉기에서도 바빌로니아인들은 때때로 일시적으로 우위를 점했고, 나보폴라사르의 성공이 일시적인 불편함에 지나지 않을 것이라고 믿을 이유는 없었다.
기원전 616년, 나보폴라사르는 처음으로 아시리아 영토에 진입하여 그의 군대를 유프라테스강을 따라 현재 시리아에 해당하는 지역으로 이끌었다. 진군하면서 그는 아시리아 도시 힌다누를 점령하고 발리크강에 도달하여 가블리누 시 근처에서 아시리아군을 물리쳤다. 나보폴라사르는 북쪽으로 계속 진격하여 하부르강까지 도달했다. 아시리아인들은 위협에 대처하기 위해 신속하게 재편성했다. 상황이 심각하다는 것을 깨달은 아시리아의 동맹인 이집트의 파라오 프삼티크 1세는 이집트의 군대를 이끌고 신샤리쉬쿤을 돕기 위해 진군했다. 프삼티크는 지난 몇 년간 레반트의 작은 도시 국가들에 대한 지배력을 확립하기 위해 원정을 벌였으며, 자신의 제국과 동쪽의 바빌로니아인과 메디아인들 사이의 완충 국가로서 아시리아가 존속하는 것이 그의 이해관계에 부합했다. 기원전 616년 10월에 가블리누 시를 점령하기 위한 이집트-아시리아 연합 작전이 수행되었지만, 실패로 끝났고 그 후 이집트 동맹군은 유프라테스강 서쪽에 머물며 제한적인 지원만을 제공했다. 아시리아인들과 바빌로니아인들은 모두 철수했지만, 바빌로니아인들은 힌다누를 유지했고 이제 중부 유프라테스강을 통제했는데, 이는 주요 전략적 승리이자 아마도 아시리아의 바빌로니아 침공 가능성에 대응하려는 나보폴라사르 계획의 첫 단계였을 것이다. 나보폴라사르가 아시리아인들과 동시에 철수했다는 것은 바빌로니아인들이 아직 아시리아를 완전히 침공할 준비가 되어 있지 않았고, 그들의 계획은 당시 바빌로니아의 독립을 확보하는 것이었지, 아시리아를 정복하고 파괴하는 것이 아니었음을 시사한다.
기원전 615년 3월, 나보폴라사르는 티그리스강 기슭에서 아시리아군에 결정적인 패배를 안겨주었고, 그들을 리틀 자브까지 몰아붙였다. 이 승리로 두 왕국 사이에 티그리스강 중부를 따라 설정되었던 완충 지대에 대한 아시리아의 통제가 약화되었고, 이는 바빌로니아인들이 이제 아시리아 본토에 직접 인접한 땅을 통제하게 되었음을 의미했다.

### 아시리아의 몰락

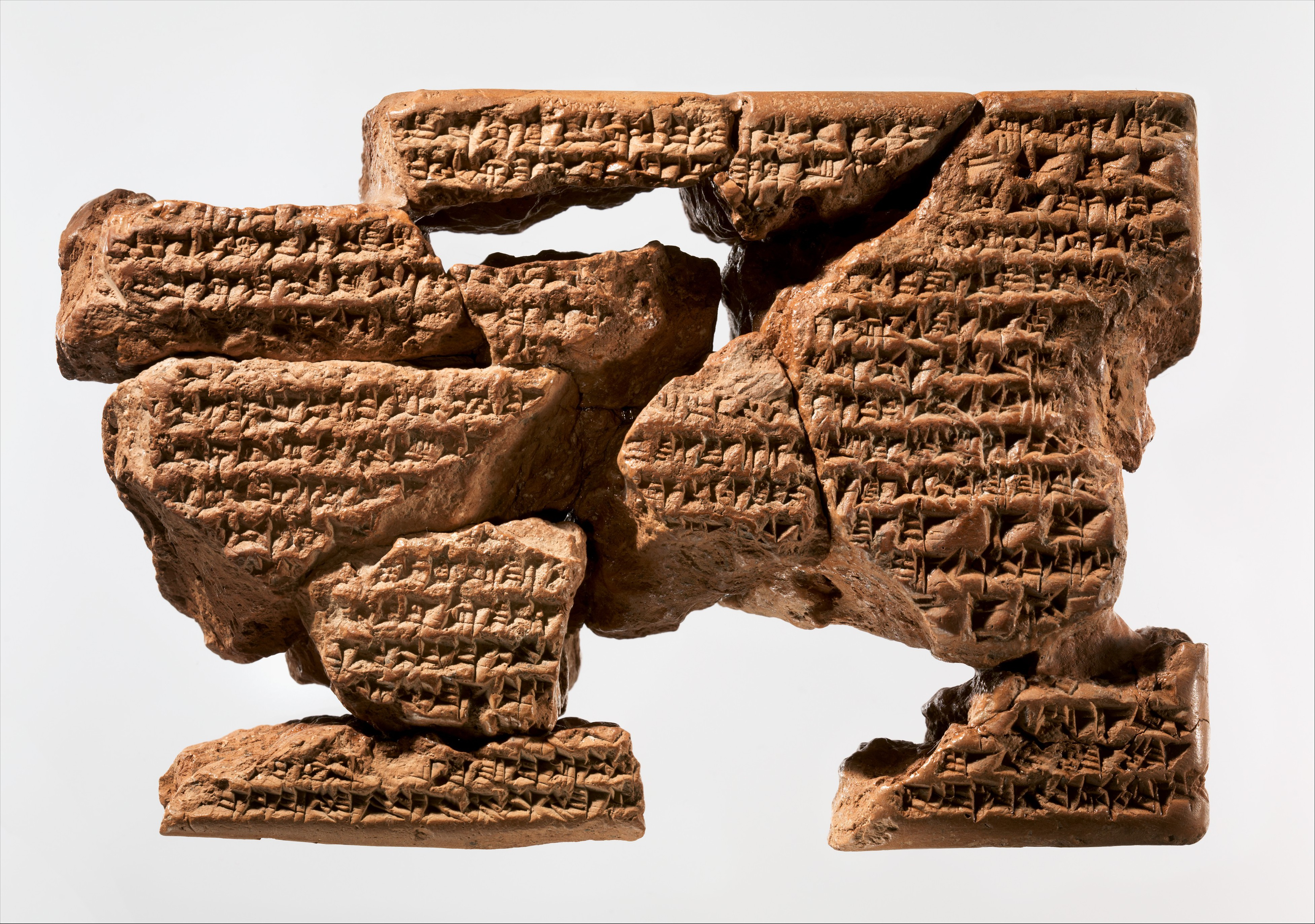
신샤리쉬쿤이 나보폴라사르에게 보낸 편지(기원전 613년경). 신샤리쉬쿤은 평화를 중재하려 하며, 자신의 왕국을 유지할 수 있도록 허락해 달라고 간청하고 있다. 이 편지의 진위는 논쟁의 여지가 있다.

기원전 615년 5월, 나보폴라사르와 바빌로니아인들은 아시리아와 아시리아 제국의 최남단에 남아있는 도시인 아수르를 공격했다. 신샤리쉬쿤은 신속히 군대를 집결하여 반격했고, 아수르 포위를 풀고 나보폴라사르를 타크리트 시로 퇴각시켰다. 그곳에서 신샤리쉬쿤은 나보폴라사르를 포위했지만, 결국 포위를 포기해야 했다. 비록 분쟁이 아시리아가 방어하는 형태로 바뀌었지만, 이 시점까지 전쟁은 메소포타미아의 일반적인 관행에 따라 공격, 반격, 퇴각으로 진행되었으며, 어느 쪽도 결정적인 대결을 강요할 자신감이나 수단을 가지고 있지 않았다. 끊임없는 패배와 좌절에도 불구하고 아시리아군은 여전히 강력하고 신속하게 배치될 수 있었다.
기원전 615년 후반 또는 기원전 614년, 키악사레스 휘하의 메디아인들이 아시리아로 진입하여 신샤리쉬쿤에 대한 원정을 준비하며 아라파 시 주변 지역을 정복했다. 아시리아-메디아 관계를 다룬 이전 자료는 많지만, 키악사레스의 침공 직전 기간의 자료는 남아있지 않아 갑작스러운 공격의 정치적 맥락과 이유는 알려져 있지 않다. 아마도 바빌로니아와 아시리아 간의 전쟁이 메디아의 경제를 혼란시키고 직접적인 개입을 촉발했을 수도 있다.
기원전 614년 7월 또는 8월, 메디아인들은 님루드와 니네베 도시를 공격하여 타르비수 시를 성공적으로 점령했다. 그 후 그들은 아수르를 포위했다. 이 포위는 성공적이었고 메디아인들은 아시리아의 고대 심장부를 점령하여 약탈하고 많은 주민들을 살해했다. 아수르의 잔혹한 약탈은 근동 전역의 사람들에게 충격을 주었다. 아시리아에 적대적이었던 바빌로니아 연대기조차 메디아인들을 불필요하게 잔인하다고 말하며, 그들이 "위대한 백성에게 끔찍한 패배를 안겨주었고, 그들을 약탈하고 강탈했다"고 기록했다. 나보폴라사르는 약탈이 이미 시작된 후에야 아수르에 도착하여 키악사레스와 만나 그와 동맹을 맺고 반아시리아 협약을 체결했다. 바빌로니아인과 메디아인 간의 조약은 나보폴라사르의 아들이자 후계자인 네부카드네자르와 키악사레스의 딸 아미티스의 결혼을 통해 봉인되었다. 아수르 함락 후 겨울이 시작되면서 메디아인과 바빌로니아인 모두 본국으로 돌아가 다음 해의 추가 원정을 준비했다. 아시리아인들은 자신들의 상황의 심각성을 인식하지 못했는지, 전투의 중단 기간을 이용해 후퇴하거나 방어 태세를 갖추지 않았다. 님루드 주민들은 피해를 복구하는 대신 벽을 더 해체하여 미래의 재건 작업을 준비했는데(결코 일어나지 않았다).

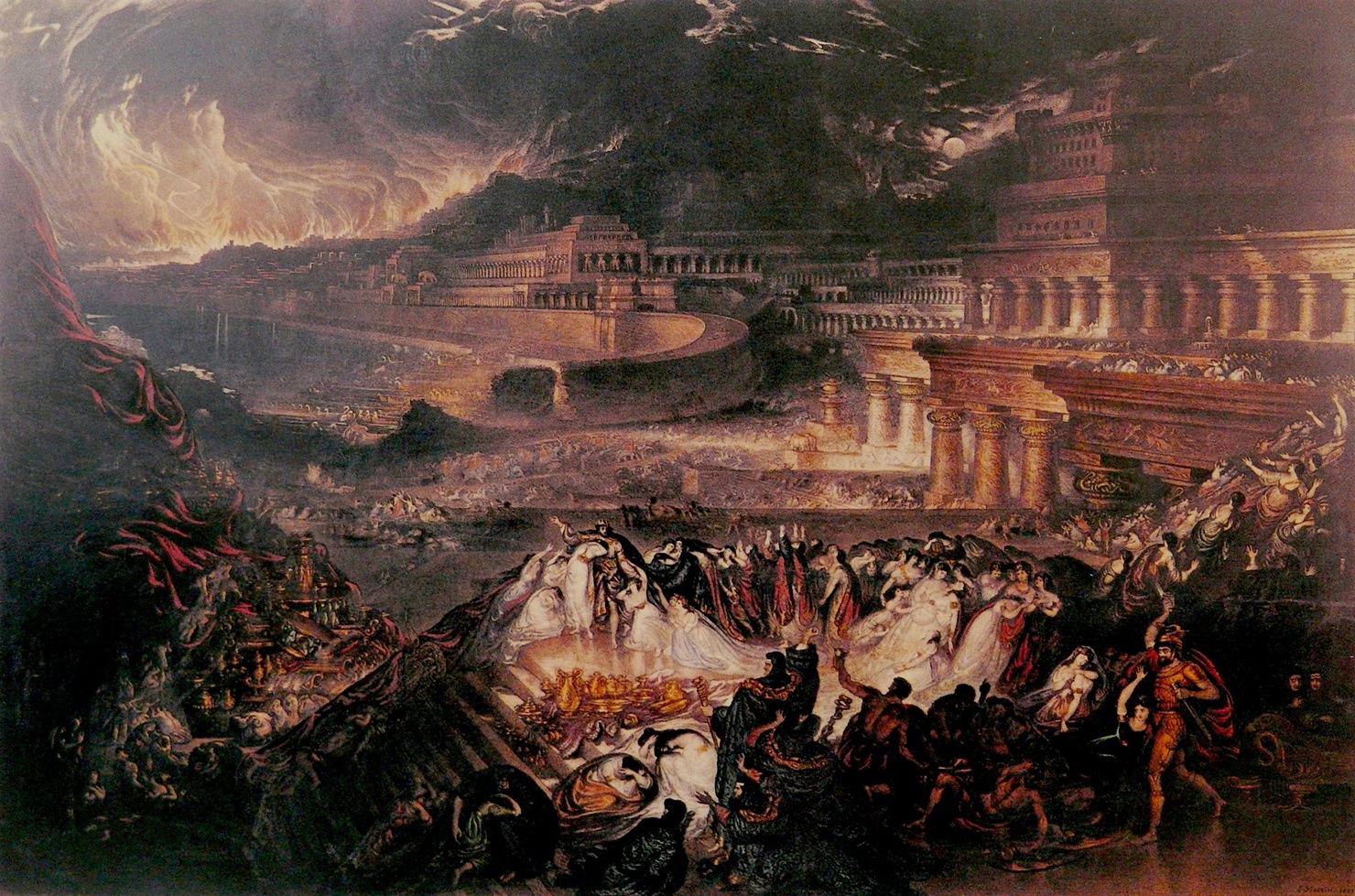
존 마틴 작 <니네베의 몰락>(1829)

기원전 613년, 적군이 아시리아에 진입하는 것을 막기 위해 신샤리쉬쿤은 공세에 나섰다. 그는 당시 아시리아가 지원하는 현지 부족의 반란을 진압하고 있던 중부 유프라테스 지역의 나보폴라사르 군대를 공격했다. 신샤리쉬쿤은 포위된 부족 도시 라힐루를 성공적으로 구출했지만, 나보폴라사르의 군대는 전투가 벌어지기 전에 퇴각했다. 이 무렵, 신샤리쉬쿤은 자신이 다스리는 왕국에 닥쳐올 재앙을 마침내 깨달았는지, 나보폴라사르에게 평화를 중재하려는 편지를 보냈다. 신샤리쉬쿤은 나보폴라사르에게 더 이상의 유혈 사태를 피하고 "타오르는 마음을 진정하라"고 간청했다. 나보폴라사르는 관심이 없었다. 신샤리쉬쿤은 너무 오래 기다렸고, 이제 그가 바빌로니아인과 메디아인들이 전투에서 스스로 얻을 수 없는 것을 제공할 수 있는 것은 없었다. 나보폴라사르는 "[니네베의] 뿌리를 뽑아내고 땅의 기반을 완전히 지워버리겠다"는 가혹한 답변을 보냈다. 이 편지들이 담긴 원본 점토판은 보존되지 않았으며, 알려진 텍스트는 수세기 후 셀레우코스 시대에 만들어진 점토판에서 파생되었다. 이 편지들이 실제 고대 원본의 사본인지, 아니면 완전히 조작된 것인지는 논쟁의 여지가 있다.
기원전 612년 4월 또는 5월, 나보폴라사르가 바빌론의 왕이 된 지 14년째 되는 해가 시작될 무렵, 메디아-바빌로니아 연합군은 니네베로 진격했다. 신샤리쉬쿤은 수도에서 최후의 방어를 위해 군대를 집결시켰지만, 도시의 거대한 규모 때문에 방어할 가능성은 거의 없었다. 기원전 612년 6월부터 8월까지, 메디아-바빌로니아군은 아시리아의 수도를 포위했고, 8월에 성벽이 무너지면서 길고 잔혹한 약탈이 시작되었다. 도시는 약탈당했고, 아시리아 왕들의 묘사는 훼손되었으며, 10세 어린이들을 포함한 주민들은 대량 학살당한 후 도시 전체가 파괴되고 불에 탔다. 신샤리쉬쿤의 운명은 완전히 확실하지 않지만, 일반적으로 그는 니네베 방어 중에 사망했다고 여겨진다.
니네베의 잔혹한 약탈은 시작에 불과했다. 승리 후, 메디아인들은 아시리아 본토를 휩쓸었다. 님루드, 두르샤루킨, 타르비수, 임구르-엔릴, 그리고 키르베트 하투니예와 같은 도시들은 완전히 파괴되었고, 아수르와 아르벨라와 같은 소수의 지역만이 나중에 바빌로니아와 메디아의 통치하에 인구가 계속 유지되었다. 아시리아 사원의 파괴와 모독을 포함한 파괴의 수준은 바빌로니아인과 나보폴라사르를 충격에 빠뜨렸다. 일부 비문에서 나보폴라사르는 자신의 승리와 그 여파를 신의 개입으로 돌려 책임을 면하려 했지만, 다른 비문들은 덜 후회하는 태도를 보였으며, 한 비문에는 "나는 아시리아 땅을 학살했고, 적대적인 땅을 폐허와 유적으로 만들었다"고 기록되어 있다. 나보니두스(재위 기원전 556~539년)와 같은 후대의 신바빌로니아 통치자들은 파괴의 책임을 전적으로 메디아인과 키악사레스에게 돌리며, 나보폴라사르는 어떤 사원도 파괴하지 않았다고 주장했다 심지어 아시리아에게 닥친 운명에 대해 후회했다고 묘사했다. 궁극적으로 승리했지만, 바빌로니아인과 메디아인들은 근동의 정상적인 전쟁 관행을 위반했다. 아시리아 본토의 파괴는 너무나 광범위하여 이 지역은 한 세기 후 아케메네스 제국의 통치하에 들어설 때까지 회복되기 시작하지 못했다. 나보폴라사르는 "아시리아의 왕"이라는 칭호를 사용하지 않았지만, 니네베 유적에 주둔하면서 처음으로 조공을 거두었다. 2003년, 아시리아학자 스테파니 달리는 나보폴라사르가 니네베 폐허에서 잠시 "통치"한 이유에 대한 현대적 해석 두 가지를 언급했는데, 하나는 아시리아 왕들의 후계자로서 자신을 확고히 하려 했을 가능성이 있고, 다른 하나는 남아있는 도시를 메디아인들의 추가 약탈로부터 구하려 한 시도였을 수 있다는 것이다.

### 아슈르-우발리트 2세와 이집트인들

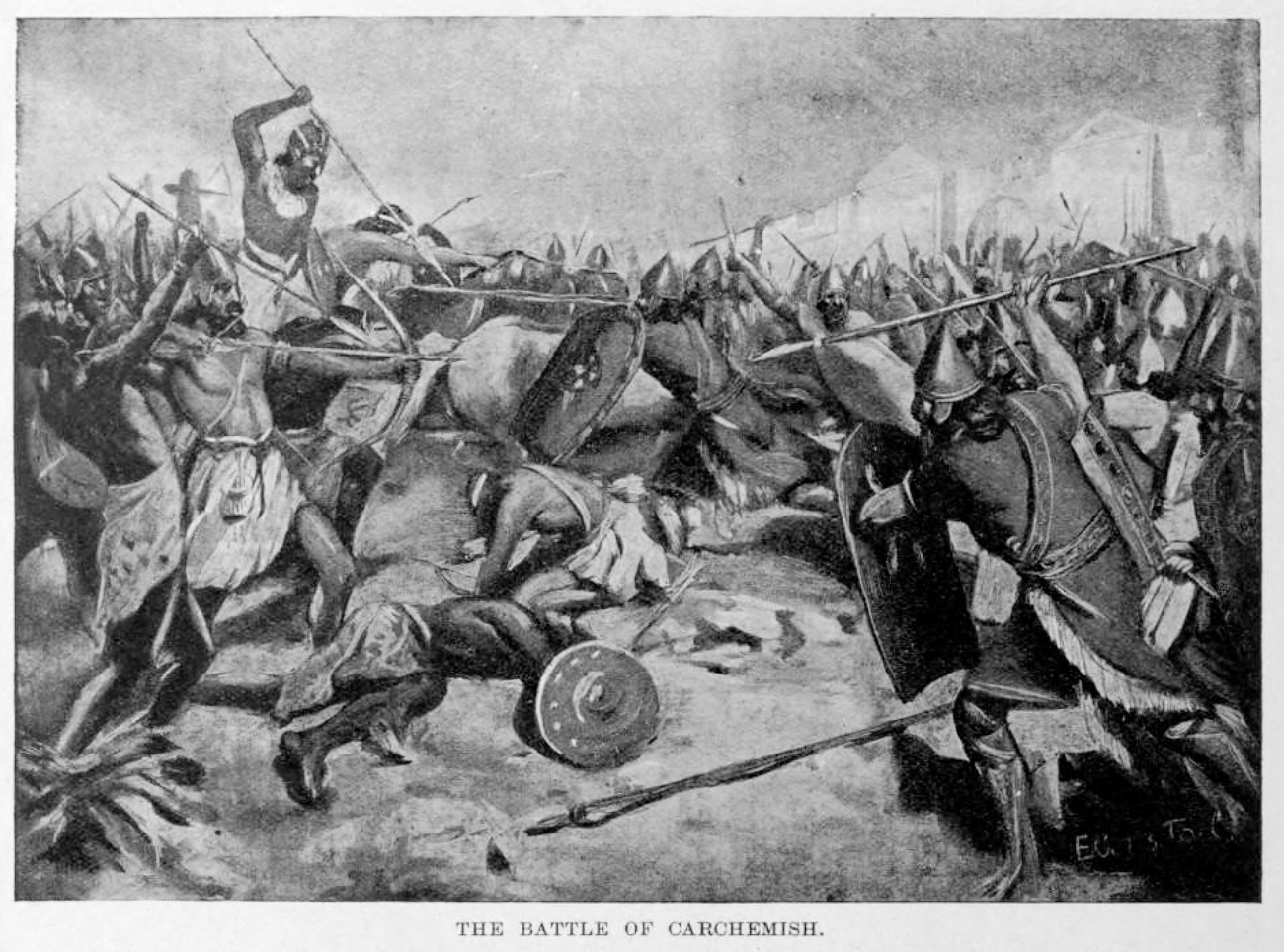
허친슨의 <국민 이야기>(1900년)에 묘사된 카르케미시 전투

니네베 함락의 생존자들은 새로운 아시리아 통치자 아슈르-우발리트 2세 (아마도 신샤리쉬쿤의 아들)를 따라 하란 시로 이동하여 계속 버텼다. 바빌로니아 자료들은 그를 아시리아의 새로운 왕으로 언급하지만, 아슈르-우발리트는 태자 (마르 샤리, 문자적으로 "왕의 아들"을 의미) 칭호로 통치했다. 아시리아 전통에서 왕은 아슈르라는 아시리아 국가 신에 의해 아수르의 신년 축제에서 임명되었다. 아수르의 아슈르 신전에서 왕관을 수여받은 마지막 왕은 신샤리쉬쿤이었고, 기원전 614년 도시의 파괴로 인해 전통적인 아시리아 즉위 의식은 불가능해졌다. 아슈르-우발리트는 기원전 612년 말에 즉위식을 가졌지만, 아수르에서 하는 대신 제국 내의 또 다른 중요한 신인 달 신 난나르의 하란 신전에서 거행되었다. 그가 공식적으로 왕이 아니었다고 해서 그의 주장이 신민들에게 도전받지 않았다는 의미는 아니다. 왕의 즉위와 마찬가지로 태자의 임명은 모든 신민과 신들의 공식적인 인정을 요구했다. 왕이 직무를 수행할 수 없는 경우, 태자는 유사한 법적 및 정치적 권력을 행사하는 유능한 대리인이었다. 아슈르-우발리트는 정당한 통치자로 인정받았으며, 그의 칭호는 적절한 즉위식을 거칠 때까지의 임시적인 조치일 뿐이었다.
기원전 611년, 나보폴라사르의 군대는 북부 메소포타미아 전역에서 그의 통치를 확고히 했으며, 하란 자체의 경계선까지 진출했다. 나보폴라사르 자신이 기원전 610년에 최근 정복한 아시리아 본토를 여행하여 안정을 확보한 후, 메디아-바빌로니아 연합군은 기원전 610년 11월에 하란에 대한 원정을 시작했다. 메디아-바빌로니아 연합군의 접근에 위협을 느낀 아슈르-우발리트와 이집트 증원군은 시리아 사막으로 도망쳤다. 하란 포위는 기원전 610년 겨울부터 기원전 609년 초까지 계속되었고, 도시는 결국 항복했다. 하란에서의 아슈르-우발리트의 실패는 고대 아시리아 군주제의 종말을 알리며, 이는 결코 회복되지 않을 것이다. 바빌로니아인들이 하란을 3개월 동안 통치한 후, 아슈르-우발리트와 대규모 이집트 병력은 도시를 탈환하려 시도했지만, 이 원정은 재앙적으로 실패했다. 기원전 609년 7월 또는 6월부터 아슈르-우발리트의 포위는 8월 또는 9월까지 두 달 동안 계속되었지만, 나보폴라사르가 다시 군대를 이끌고 그들을 공격하자 그와 이집트인들은 퇴각했다. 그들이 더 일찍 퇴각했을 수도 있다. 하란 탈환 실패는 아슈르-우발리트가 바빌로니아 기록에 마지막으로 언급된 시점이다. 그의 최종 운명은 알려져 있지 않다.
하란에서의 승리 후, 나보폴라사르는 기원전 608년 또는 607년 초에 잔존 아시리아군에 대한 원정을 재개했다. 기원전 608년, 프삼티크 1세의 후계자인 이집트 파라오 네카우 2세는 개인적으로 대규모 이집트군을 옛 아시리아 영토로 이끌고 남아있는 아시리아인들을 구출하고 전쟁의 흐름을 바꾸려 했다. 네카우는 바빌로니아인들을 물리치기 위해 거의 3년을 보냈지만, 아시리아 제국은 이미 붕괴되었고 그는 패배한 전쟁을 싸우고 있었다.
메기도에서 네카우는 시리아와 메소포타미아 진격을 막으려 했던 유다 왕국의 왕 요시아를 쉽게 물리쳤다. 요시아가 이집트 원정을 막으려 결정한 이유는 알려져 있지 않지만, 이집트가 아시리아인들을 위해 하란을 지키고 재탈환하는 데 실패한 것에 영감을 받았을 수도 있다. 성경 역대기에 따르면, 네카우는 유대인들과 싸울 의도가 없었으며 요시아의 공격 결정에 혼란스러워했고, 아마도 그에게 "유다 왕이여, 우리가 서로에게 무엇을 했는가? 나는 오늘 너를 치러 가는 것이 아니다"라는 구절이 포함된 편지를 보냈을 것이다.
기원전 609년과 607년 사이 대부분의 기간 동안 나보폴라사르는 북부 우라르투 왕국과의 전쟁으로 바빴고, 그동안 이집트인들은 시리아의 카르케미시 시를 점령하여 네카우가 원정 기간 동안 자신의 작전 기지로 삼았다. 기원전 606년, 이집트인들은 카르케미시 근처에 위치한 키무후 시와 같은 시리아의 여러 지역에서 승리를 거두었다. 이집트 전쟁은 네카우가 기원전 605년 카르케미시 전투에서 참패를 당할 때까지 계속되었다. 전투와 그 여파에 대한 바빌로니아 기록에 따르면, "단 한 명도 자기 나라로 도망치지 못했다". 네카우의 군대는 완전히 전멸했다. 전투에서 바빌로니아군은 나보폴라사르의 아들이자 태자인 네부카드네자르가 이끌었으며, 나보폴라사르는 아마도 병 때문에 바빌론에 머물렀다.

### 나보폴라사르의 승리
이집트와의 전쟁이 끝나고 거의 20년에 걸친 끊임없는 전쟁이 막을 내리자, 나보폴라사르는 모든 목표를 달성하며 승리했다. 니네베는 더 이상 존재하지 않았고 아시리아는 다시는 부활하지 못했다. 이집트인들은 더 이상 위협이 되지 않았고, 근동의 유일한 다른 주요 세력인 메디아인들은 나보폴라사르의 동맹이었다. 나보폴라사르의 모든 경쟁자들을 물리침으로써 그의 신바빌로니아 제국은 신아시리아 제국의 논쟁의 여지 없는 후계자가 되었다. 아시리아 정복 이후 한 세기 만에 처음으로 조공이 바빌로니아로 유입되는 대신 유출되었다.
나보폴라사르는 통치 기간 내내 거의 전쟁에만 몰두했기 때문에 수도 바빌론의 시급한 현안들은 거의 방치되었다. 이 도시는 기원전 689년에 센나케립에 의해 파괴되었고, 센나케립의 후계자인 에사르하돈에 의해 재건되었지만 제국의 수도로 재건된 것이 아니어서 효율적인 제국 행정을 위한 필수 본부가 부족했으며, 종교 기관도 아시리아에 존재했던 것만큼 정교하지 못했다. 나보폴라사르가 초기 작업을 시작했지만, 아직 많은 작업이 남아 있었다. 도시 주변에 새로운 성벽을 건설해야 했고, 바빌론의 위대한 신전들, 가장 중요하게는 에사길라를 복원해야 했다.
이러한 과제들이 아직 남아 있고 최종 승리를 목전에 둔 시점에 나보폴라사르는 사망했다. 그는 자신의 통치에 대한 보편적인 인정을 확보했기 때문에, 아들인 태자 네부카드네자르가 아무런 문제 없이 왕위를 계승했으며, 네부카드네자르는 나보폴라사르 사망 당시 미완성으로 남겨진 건축 프로젝트들을 마무리하고 시간이 지나면서 아버지의 업적을 능가하게 된다. 나보폴라사르가 사망할 당시 네부카드네자르는 여전히 원정 중이었고, 소식을 듣자마자 이집트인들과 신속하게 일을 정리하고 바빌론으로 서둘러 돌아왔다. 네부카드네자르가 바빌론으로 서둘러 돌아온 것은 그의 형제들 중 한 명(이름이 알려진 두 명은 나부-슘-리시르와 나부-제르-우샤브시)이 왕위를 주장하려 할 수 있다는 위협 때문이었을 수 있다. 네부카드네자르는 나보폴라사르에 의해 장남이자 상속자로 인정되었지만, 나부-슘-리시르는 "그의 동등한 형제"로 인정되었는데, 이는 위험하게 모호한 칭호였다. 찬탈 시도는 없었다. 네부카드네자르가 왕이 된 첫 행위 중 하나는 아버지의 장례를 치르는 것이었다. 나보폴라사르는 화려하게 장식된 금판과 금구슬이 달린 고급 의복으로 꾸며진 거대한 관에 안치되었고, 이 관은 그가 바빌론에 지은 작은 궁전 안에 놓였다.

## 유산
나보폴라사르의 부상과 신바빌로니아 제국의 건국으로 바빌로니아는 새로운 정치적 안정과 경제적 번영의 시대로 접어들었다. 그의 유산과 관련하여 고고학자이자 역사가인 로시오 다 리바는 2017년에 나보폴라사르의 업적과 인물이 "신아시리아 제국의 전복과 칼데아 왕국의 형성 및 구성에 불가분의 관계"가 있다고 썼다.
나보폴라사르의 전설은 수세기 동안 살아남았고, 그는 바빌로니아인들에게 오랫동안 "아카드(즉, 바빌로니아)의 복수자"이자 외세 제국의 지배에 대한 저항의 상징으로 기억되었다. 여러 후기 텍스트에서는 나보폴라사르가 바빌론의 최고 신인 마르두크에 의해 바빌로니아를 복수하라는 신성한 명령을 받았다고 주장한다. 나보폴라사르가 사망하고 그의 제국이 결국 멸망한 지 수세기 후인 헬레니즘 시대에, 바빌로니아 작가들은 자신들의 동시대 정치에 대한 노골적인 언급을 피하기 위해 역사적 왕실 인물들을 서사시와 이야기의 주제로 사용했다. 일반적으로 이러한 역사적 인물들은 고대 및 최근의 아시리아와 바빌로니아 왕들, 즉 신바빌로니아 제국의 왕들을 포함했다. 헬레니즘 시대 작가들이 벨레시스 또는 부폴라사로스라고 부른 나보폴라사르는 일부 작품에서 매우 긍정적으로 묘사되며, 마르두크에 대한 경건함 등을 통해 조국을 아시리아 제국의 통치에서 해방시킨 경건하고 정의로운 왕으로 묘사된다. 나보폴라사르 서사시의 적대자는 일반적으로 신샤리쉬쿤 또는 신-슈무-리시르이다(신-슈무-리시르는 사실 나보폴라사르가 아니라 신샤리쉬쿤에 의해 패배했다). 나보폴라사르의 군사적 경력을 묘사하는 텍스트와 연대기는 기원전 5세기, 그리고 아마도 4세기에도 바빌로니아 전역에 퍼졌다.
나보폴라사르에 대한 드물게 부정적인 묘사가 셀레우코스 시대의 판권장에서 발견되었는데, 이는 나보폴라사르를 "해지방의 왕"(해지방은 바빌로니아 최남단으로, 종종 정치적으로 독립적이거나 자치적이었음)으로 잘못 식별하고, 그 왕이 우루크 신전에서 나무판을 훔쳤다고 비난한다. 동시대 우루크의 사제 키딘-아니는 자신이 셀레우코스 1세(재위 기원전 305~281년) 또는 안티오코스 1세(재위 기원전 281~261년) 통치 시기 엘람을 방문했을 때 이 판들을 보았다고 주장했다. 이 이야기 전체는 신뢰할 수 없다고 보아야 하지만, 이 특정 이야기는 바빌로니아 연대기에서 나보폴라사르가 아시리아인들이 엘람에서 훔쳐 우루크에 놓았던 신상들을 돌려주었다는 구절과 관련이 있을 수 있다.

## 칭호
나보폴라사르의 일부 왕실 칭호는 그가 신아시리아 왕들과 거리를 두려 했음을 시사하는 반면, 다른 일부는 그 반대와 그들과의 명확한 연속성을 확립하려는 의지를 시사한다. "세계 사방의 왕"과 같은 일부 저명한 아시리아 칭호는 폐지되었지만, 나보폴라사르는 샤루 단누("강력한 왕")와 훨씬 더 오래된 수메르어 "수메르와 아카드의 왕"과 같은 다른 칭호들을 사용했다. 특히 "강력한 왕"이라는 칭호는 이전에 오직 아시리아 통치자들만이 사용했던 아시리아와 강하게 연관된 칭호였다. 비록 이 칭호가 어떤 왕실 비문, 즉 "공식적으로" 사용되지는 않았지만, 나보폴라사르와 그의 후계자 네부카드네자르 모두 경제 문서에서 고대 칭호인 "우주의 왕"을 사용했다.
나보폴라사르가 그의 칭호에서 아시리아 전임자들과 완전히 단절되지 않았다는 것은 그의 제국 행정 구조에서도 반영되는데, 이는 본질적으로 신아시리아 제국과 동일했다. 신샤리쉬쿤에서 나보폴라사르로 넘어가면서 칭호와 행정이 크게 변하지 않은 것은 놀랄 일이 아니다. 나보폴라사르의 통치 기간 거의 전부가 전쟁으로 보내졌기 때문에 다른 문제에 할애할 시간이 거의 없었다. 나보폴라사르의 칭호 사용과 신아시리아인에서 신바빌로니아인으로 행정 변화가 거의 없었다는 사실을 고려할 때, 나보폴라사르가 자신을 아시리아 왕좌의 정당한 후계자로 표현했을 가능성이 있다. 후대의 바빌로니아 왕 목록은 현대 학자들이 하는 방식으로 신아시리아와 신바빌로니아 왕조를 명확하게 구분하지 않는다.
나보폴라사르는 그의 점토 원통 중 하나에서 아래에 제시된 칭호를 사용했다. "바빌론의 총독" (샥카낙쿠 바빌리) 대신 "바빌론의 왕"(샤르 바빌리)을 사용한 것은 바빌로니아 군주들의 고대 관행이자 마르두크에 대한 경의를 표하는 행위였는데, 마르두크는 공식적으로 바빌론의 진정한 왕으로 간주되었다. 나보폴라사르의 비문에서는 사용법이 다양했으며, 그가 대신 "바빌론의 왕"을 사용한 예도 있다.
바빌론의 총독 나보폴라사르, 수메르와 아카드의 왕, 나부와 마르두크의 인도 아래 있는 고귀한 군주, 겸손하고 순종하는 자, 신과 여신에 대한 경외심을 배운 마음을 가진 자, 에사길라와 에지다의 복원자, 위대한 신들의 권리를 돌보는 자.

### 참고 문헌
- Beaulieu, Paul-Alain (1997). 《The Fourth Year of Hostilities in the Land》. 《Baghdader Mitteilungen》 28. 367–394쪽.
- Beaulieu, Paul-Alain (1998). 《Ba'u-asītu and Kaššaya, Daughters of Nebuchadnezzar II》. 《Orientalia》 67. 173–201쪽. JSTOR 43076387.
- Beaulieu, Paul-Alain (2016). 〈Neo-Babylonian (Chaldean) Empire〉. 《The Encyclopedia of Empire》. John Wiley & Sons, Ltd. 1–5쪽. doi:10.1002/9781118455074.wbeoe220. ISBN 978-1118455074.
- Beaulieu, Paul-Alain (2018). 《A History of Babylon, 2200 BC - AD 75》. Hoboken: John Wiley & Sons. ISBN 978-1405188999.
- Bedford, Peter R. (2016). 〈Assyria's Demise as Recompense: A Note on Narratives of Resistance in Babylonia and Judah〉.   Collins, John J.; Manning, J. G. 《Revolt and Resistance in the Ancient Classical World and the Near East: In the Crucible of Empire》. Brill Publishers. ISBN 978-9004330184.
- Bertin, G. (1891). 《Babylonian Chronology and History》. 《Transactions of the Royal Historical Society》 5. 1–52쪽. doi:10.2307/3678045. JSTOR 3678045. S2CID 164087631.
- Brinkman, J. A. (1973). 《Sennacherib's Babylonian Problem: An Interpretation》. 《Journal of Cuneiform Studies》 25. 89–95쪽. doi:10.2307/1359421. JSTOR 1359421. S2CID 163623620.
- Bruce, Preston P. (1900). 《Three Inscriptions of Nabopolassar, King of Babylonia (B. C. 625-604)》. 《The American Journal of Semitic Languages and Literatures》 16. 178–186쪽. doi:10.1086/369369. JSTOR 527907. S2CID 170339859.
- Chen, Fei (2020). 〈A List of Babylonian Kings〉. 《Study on the Synchronistic King List from Ashur》. BRILL. ISBN 978-9004430921.
- Da Riva, Rocío (2013). 《The Inscriptions of Nabopolassar, Amel-Marduk and Neriglissar》. Walter de Gruyter. ISBN 978-1614515876.
- Da Riva, Rocío (2017). 《The Figure of Nabopolassar in Late Achaemenid and Hellenistic Historiographic Tradition: BM 34793 and CUA 90》. 《Journal of Near Eastern Studies》 76. 75–92쪽. doi:10.1086/690464. S2CID 222433095.
- Dalley, Stephanie (2003). 《The Transition from Neo-Assyrians to Neo-Babylonians: Break or Continuity?》. 《Eretz-Israel: Archaeological, Historical and Geographical Studies》. 25–28쪽. JSTOR 23629850.
- Frahm, Eckart (2014). 〈Family Matters: Psychohistorical Reflections on Sennacherib and His Times〉.   Kalimi, Isaac; Richardson, Seth. 《Sennacherib at the Gates of Jerusalem: Story, History and Historiography》. Leiden: Brill Publishers. ISBN 978-9004265615.
- Freeman, Charles (2014). 《Egypt, Greece, and Rome: Civilizations of the Ancient Mediterranean》 3판. Oxford: Oxford University Press. ISBN 978-0199651917.
- Garrison, Mark B. (2012). 〈Antiquarianism, Copying, Collecting〉.   Potts, D. T. 《A Companion to the Archaeology of the Ancient Near East: Volume I》. John Wiley & Sons Ltd. 27–47쪽. doi:10.1002/9781444360790.ch2. ISBN 978-1444360790.
- Johnston, Christopher (1901). 《The Fall of Nineveh》. 《Journal of the American Oriental Society》 22. 20–22쪽. doi:10.2307/592409. JSTOR 592409.
- Jursa, Michael (2007). 《Die Söhne Kudurrus und die Herkunft der neubabylonischen Dynastie》 [쿠두루의 아들들과 신바빌로니아 왕조의 기원]. 《Revue d'assyriologie et d'archéologie orientale》 (독일어) 101. 125–136쪽. doi:10.3917/assy.101.0125.
- Lipschits, Oled (2005). 《The Fall and Rise of Jerusalem: Judah under Babylonian Rule》. Eisenbrauns. ISBN 978-1575060958.
- Luckenbill, Daniel David (1924). 《The Annals of Sennacherib》. Chicago: University of Chicago Press. OCLC 506728.
- Malamat, Abraham (1973). 《Josiah's Bid for Armageddon》. 《Journal of the Ancient Near East Society》 5. 267–279쪽.
- Melville, Sarah C. (2011). 〈The Last Campaign: the Assyrian Way of War and the Collapse of the Empire〉.   Lee, Wayne E. 《Warfare and Culture in World History》. New York: New York University Press. ISBN 978-0814752784.
- Na’aman, Nadav (1991). 《Chronology and History in the Late Assyrian Empire (631—619 B.C.)》. 《Zeitschrift für Assyriologie》 81. 243–267쪽. doi:10.1515/zava.1991.81.1-2.243. S2CID 159785150.
- Novotny, Jamie; Weiershäuser, Frauke (2024). 《The Royal Inscriptions of Nabopolassar (625-605 BC) and Nebuchadnezzar II (604-562 BC), Kings of Babylon, Part 1》. Eisenbrauns. ISBN 978-1-64602-296-0.
- Olmstead, A. T. (1925). 《The Chaldaean Dynasty》. 《Hebrew Union College Annual》 2. 29–55쪽. JSTOR 23502505.
- Parker, Richard A.; Dubberstein, Waldo H. (1942). 《Babylonian Chronology 626 B.C. – A.D. 45》 (PDF). Chicago: The University of Chicago Press. OCLC 2600410.
- Porter, Barbara N. (1993). 《Images, Power, and Politics: Figurative Aspects of Esarhaddon's Babylonian Policy》. American Philosophical Society. ISBN 9780871692085.
- Radner, Karen (2019). 《Last Emperor or Crown Prince Forever? Aššur-uballiṭ II of Assyria according to Archival Sources》. 《State Archives of Assyria Studies》 28. 135–142쪽.
- Reade, J. E. (1998). 《Assyrian eponyms, kings and pretenders, 648-605 BC》. 《Orientalia (NOVA Series)》 67. 255–265쪽. JSTOR 43076393.
- Rowton, M. B. (1951). 《Jeremiah and the Death of Josiah》. 《Journal of Near Eastern Studies》 2. 128–130쪽. doi:10.1086/371028. S2CID 162308322.
- Sack, Ronald H. (2004). 《Images of Nebuchadnezzar: The Emergence of a Legend》 2 Revis a Expa판. Selinsgrove: Susquehanna University Press. ISBN 1-57591-079-9.
- Stevens, Kahtryn (2014). 《The Antiochus Cylinder, Babylonian Scholarship and Seleucid Imperial Ideology.》 (PDF). 《The Journal of Hellenic Studies》 134. 66–88쪽. doi:10.1017/S0075426914000068. JSTOR 43286072.
- The British Museum (1886). 《Guide to the Nimroud Central Saloon》. London: British Museum. OCLC 15159756.
- The British Museum (1908). 《A Guide to the Babylonian and Assyrian Antiquities》. London: British Museum. OCLC 70331064.
- Wiseman, Donald J. (1983). 《Nebuchadnezzar and Babylon》. British Academy. ISBN 978-0197261002.
- Wiseman, Donald J. (2003) [1991]. 〈Babylonia 605–539 B.C.〉.   Boardman, John; Edwards, I. E. S.; Hammond, N. G. L.; Sollberger, E.; Walker, C. B. F. 《The Cambridge Ancient History: III Part 2: The Assyrian and Babylonian Empires and Other States of the Near East, from the Eighth to the Sixth Centuries B.C.》 2판. Cambridge University Press. ISBN 0-521-22717-8.
- Wunsch, Cornelia (2012). 〈Neo-Babylonian Entrepreneurs〉. 《The Invention of Enterprise: Entrepreneurship from Ancient Mesopotamia to Modern Times》. Princeton University Press. ISBN 978-0691154527.
- Yildirim, Kemal (2017). 《Diplomacy in Neo-Assyrian Empire (1180-609) Diplomats in the Service of Sargon II and Tiglath-Pileser III, Kings of Assyria》. 《International Academic Journal of Development Research》 5. 128–130쪽.

### 웹 자료
- Radner, Karen (2013). “Royal marriage alliances and noble hostages”. 《Assyrian empire builders》. 2019년 11월 26일에 확인함.

| 나보폴라사르 칼데아 왕조출생: 658 BC 사망: 605 BC |                          |                         |
| 이전 신샤리쉬쿤                                   | 바빌론의 왕 626 – 605 BC | 이후 네부카드네자르 2세 |